# 仕事猫
仕事猫（しごとねこ）は、イラストレーターのくまみねによる、猫をモチーフにしたキャラクター。2018年頃から人気となったインターネット・ミームの現場猫（げんばねこ）を逆輸入したもの。このミームは工事用ヘルメットを被った猫が「ヨシ!」と指差呼称をしている姿が基本形である。

## 概要

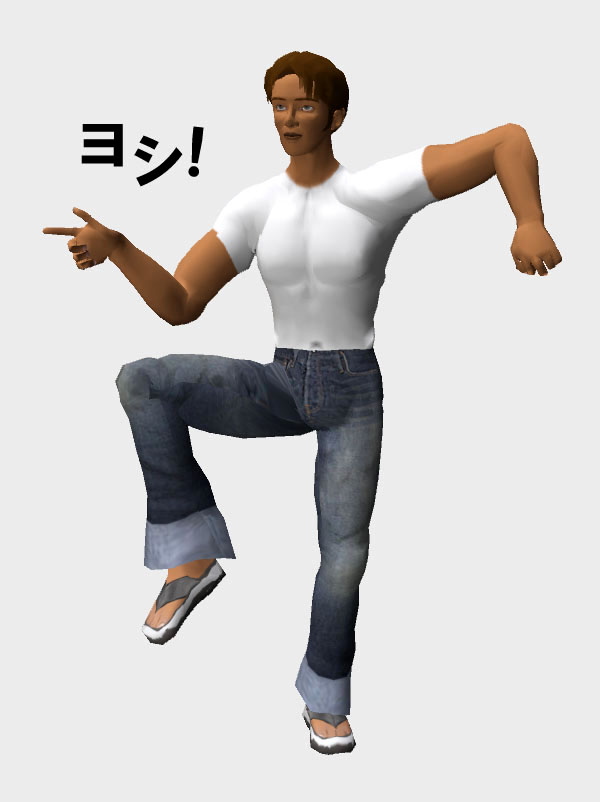
「ヨシ！」のポーズ

2016年8月、イラストレーターのくまみねが「夜中科学電話相談」という文を添えて電話をする猫のイラストをTwitterに投稿した。このキャラクターは電話猫（でんわねこ） と呼ばれるようになる。
この「電話猫」が一部で話題となりコラージュが作成されるようになったが、その流れの中で「電話猫」の顔に胴体や工事用ヘルメットなどのイラストを加工し繋ぎ合わせたコラージュがふたば☆ちゃんねるで作成され、このコラ画像が後に現場猫（げんばねこ）と呼ばれるようになった。
「現場猫」はpixivなどで2018年の初め頃から人気が出始め、同年8月頃にはTwitterでも人気となり、現場猫のコラ画像が多数投稿されるようになった。この流行を受け、電話猫の作者であるくまみねによって仕事猫（しごとねこ） として逆輸入され、「電話猫」も含む様々なグッズが作成されている。

## コラボレーション
2019年に中央労働災害防止協会から仕事猫のイラストを使用した書籍『日本で働く方のためのイラストで学ぶ！安全衛生漢字ドリル』（ISBN 978-4-8059-1891-3）が発売された。書籍発売以降も、2020年にはコラボレーションポスター『猫のフリ見て・ご安全に』と書籍『仕事猫と学ぼう　不安全行動と労働災害』（ISBN 978-4-8059-1952-1）が、2022年にはポスター『熱中症がねらう・仕事猫』が販売されている。
会津鉄道では2020年10月10日から11月30日まで、仕事猫と芦ノ牧温泉駅のぴーち施設長とのコラボレーションのヘッドマークが設置された車両が運行されていた。
2020年11月19日発売のバンダイナムコエンターテインメントのゲームソフト『ネコ・トモ スマイルましまし』では、作品内に登場する猫に仕事猫がプリントされたTシャツを着せたり、「ヨシ！」のポーズをとらせたりできる。
2020年12月27日に、新宿区が新型コロナウィルス感染症対策として、ハッシュタグ「＃マスクヨシ」キャンペーンを発表。マスクを着用した仕事猫を含むコラボレーション用の動画素材を配布し、SNSへの投稿ならびに感染予防を呼びかけた。
2021年12月、日立建機からLINEスタンプの販売が発表された。このほかにもネックストラップやキーホルダーが販売されていた。
農林水産省が2022年3月からの全国農作業安全確認運動に起用し、ポスターとステッカーが作成された。
2022年4月29日、能美防災とのコラボレーションとLINEスタンプ販売が発表。同社とのコラボスタンプは第2段まで発売された。
2022年10月7日、国土交通省関東地方整備局港湾空港部が工事安全啓発ポスターのコラボレーションを開始。2024年12月より、関東地方整備局道路部にて⼤雪時の広報サポーターとして起用された。
2023年9月21日、キングジムが同社の製品であるテプラPROのCMに採用。仕事猫に声が付いた13本のCM動画がYouTube上で公開された。またコラボの新キャラクターとしてテプラ猫が登場している。